# Pomodoro blu

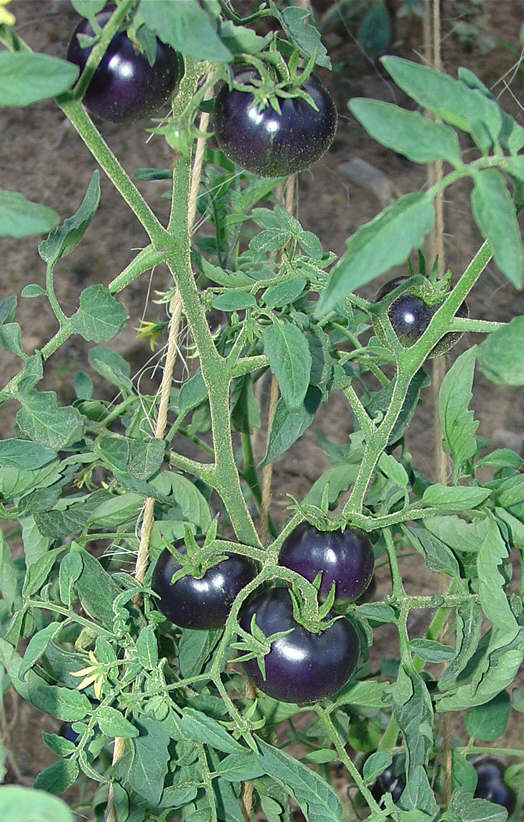
Varietà di pomodoro blu (P20) ottenuta dalla Oregon State University

I pomodori blu (o pomodori neri, o pomodori viola; blue/black/purple tomato nella letteratura scientifica internazionale) sono cultivar di pomodoro prodotte mediante tecniche di selezione e miglioramento genetico al fine di ottenere, dai frutti, la produzione di grandi quantità di antociani, una classe di pigmenti idrosolubili appartenente alla famiglia dei flavonoidi, responsabili della colorazione scura di molti frutti blu o viola, come le more, i mirtilli, e i frutti di aronia.
L'interesse alimentare per specie vegetali ricche di antociani deriva dal fatto che esistono ricerche scientifiche che sembrano suggerire l'esistenza di benefici alla salute umana dovuti alle proprietà degli antiossidanti. Uno studio pubblicato nel 2008 su Nature Biotechnology ha correlato il consumo di pomodori ad alto tenore di antocianine con un incremento del 30% nell'aspettativa di vita di topi resi inclini al cancro a seguito di privazione della proteina TRP53.
Alcune di queste varietà di pianta hanno già raggiunto il mercato, con vari nomi commerciali, come "Indigo Rose" e "SunBlack". "SunBlack", in particolare, è nato dal progetto "Tom-Antho", risultato di una collaborazione tra la Scuola Superiore Sant'Anna di Pisa, l'Università degli Studi della Tuscia di Viterbo, l'Università di Modena e Reggio Emilia, e l'Università di Pisa.

## Cultivar ottenute con sistemi convenzionali di miglioramento genetico
Sebbene i pomodori, in genere, siano in possesso dei geni per produrre antocianine, di solito tali geni non sono espressi nei frutti delle varietà commerciali. Il risultato è che la presenza dei pigmenti è limitata a foglie e steli, cioè a parti non edibili della pianta, che non possono fornire apporti e benefici alla salute umana attraverso l'alimentazione. 
Proprio per questo motivo, un gruppo di ricerca della Oregon State University ha prodotto pomodori blu attraverso tecniche convenzionali di miglioramento genetico, attraverso l'impollinazione incrociata di pomodori domesticati con varietà selvatiche che posseggono l'allele Aft ("Anthocyanin fruit"). 
Già dalla stagione agricola del 2012, i semi di tali piante ottenuti dalla Oregon State University sono stati resi disponibili sul mercato sotto il nome di "Indigo Rose". Il colore blu è dovuto soprattutto alla presenza dell'antocianina petunidina sull'esterno del pomodoro, laddove il frutto è esposto a luce solare diretta Le parti del frutto schermate dalla luce solare sono verdi quando il frutto è acerbo, rosse quando giunge a maturazione, mentre l'interno è rosso o rosa intenso. I frutti sono piccoli, del diametro di circa 5 centimetri, rotondi, e crescono in gruppi che comprendono da 6 a 8 pomodori. Il sapore è descritto come acidulo. Le piante sono definite di portamento indeterminato ma compatto e resistenti alle malattie. Nonostante la concentrazione di antocianine sia molto bassa se paragonata a quella dei frutti di altre piante, come i mirtilli, i pigmenti migliorano la resistenza del frutto al fungo Botrytis cinerea.
Scienziati israeliani hanno anche ottenuto un varietà di pomodoro colorato da antocianina, chiamata Black Galaxy, utilizzando tecniche convenzionali

## Varietà ottenute con tecniche di ingegneria genetica
Le cultivar dal frutto scuro ottenute con tecniche convenzionali sono simili alle varietà blu sviluppate presso il John Innes Centre, nel Regno Unito, utilizzando tecniche di ingegneria genetica del DNA ricombinante, introducendo geni provenienti da Antirrhinum majus (bocche di leone) e Arabidopsis (arabetta) per aumentare i livelli di antocianina Mentre sia le cultivar tradizionali, sia quelle OGM, esibiscono espressione genica alterata dello stesso fattore di trascrizione della classe MYB che controlla la biosintesi delle antocianine, la varietà transgenica ha la caratteristica di produrre i pigmenti anche nella polpa del frutto oltre che sulla buccia. Ne risulta una concentrazione di cento volte più alta di antocianine nei frutti OGM rispetto a quelli ottenuti con tecniche tradizionali.
Gli inventori del pomodoro blu transgenico, Jonathan Jones e Cathie Martin, per commercializzare varietà commerciali da utilizzare in agricoltura, hanno fondato una società chiamata Norfolk Plant Sciences, spin-off del John Innes Centre e del Sainsbury Laboratory. Attraverso incroci, si è provveduto a incrociare i tratti genetici ottenuti con una cultivar commerciale di pomodoro: la scelta è caduta sulla varietà denominata Ohio 8243, scelta per la sua adattabilità alla coltivazione sia in Ohio sia in California e perché ben adatta all'estrazione del succo e altri processi di lavorazione agroalimentari.

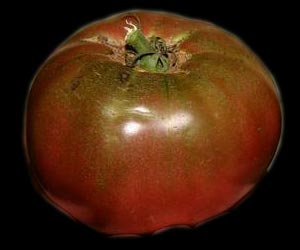
Cherokee purple, una cultivar il cui colore scuro è dovuto a un processo del tutto diverso

Hanno poi stabilito una partnership con una società canadese chiamata New Energy Farms al fine di portare avanti un vasto raccolto di pomodoro blu OGM dal quale ottenere succo di pomodoro in quantità sufficiente a poter condurre dei test clinici al fine di ottenere una regolare approvazione.

## Differenze da altre cultivar scure
I pomodori contenente antociani non vanno confusi con molte altre cultivar di pomodoro i cui nomi sottolineano l'aspetto esteriore di colore scuro: tra queste varietà, vi sono il Nero di Crimea e il Cherokee purple.
Le colorazioni di questo tipo, tuttavia, sono il risultato di un processo del tutto differente, nel quale la clorofilla non è degradata in modo efficiente, con conseguente accumulo del pigmento feofitina nel frutto. Questo pigmento, combinato con altri carotenoidi nel frutto, compreso il beta-carotene e il licopene, conferisce un colore nero o marrone al frutto.